# Perilampus maurus
Perilampus maurus är en stekelart som beskrevs av Walker 1852. Perilampus maurus ingår i släktet Perilampus och familjen gropglanssteklar. Inga underarter finns listade i Catalogue of Life.